# Chi Cá bè
Chi Cá bè, tên khoa học Scomberoides, là một chi cá trong họ Cá khế bản địa của Ấn Độ Dương và Tây Thái Bình Dương. Trong chi này hàm chứa nhiều loài cá có giá trị kinh tế và được khai thác thường xuyên.
Ngày 12 tháng 3 năm 2017, tại ngư trường Cồn Cỏ, ngư dân Lê Văn Tuấn đã đánh bắt được mẻ cá bè xước gần 150 tấn.

## Các loài
Hiện hành thì các loài sau đây được ghi nhận trong chi này:
- Scomberoides commersonnianus Lacépède, 1801: Cá bè xước
- Scomberoides lysan (Forsskål, 1775): Cá bè cam
- Scomberoides tala (G. Cuvier, 1832)
- Scomberoides tol (G. Cuvier, 1832): Cá bè Tô-li